# تومي هينسلي
تومي هينسلي (بالإنجليزية: Tommy Hensley)‏ هو لاعب كرة قدم أمريكية أمريكي، ولد في 30 يوليو 1932، وتوفي في 30 أكتوبر 1994.